# Teischnitzbach
Der Teischnitzbach ist ein Bach in der Glocknergruppe der Hohen Tauern in der Gemeinde Kals am Großglockner (Bezirk Lienz). Der Bach entspringt südlich des Großglockners und mündet bei Spöttling-Taurer in den Kalserbach.

## Verlauf und Charakter

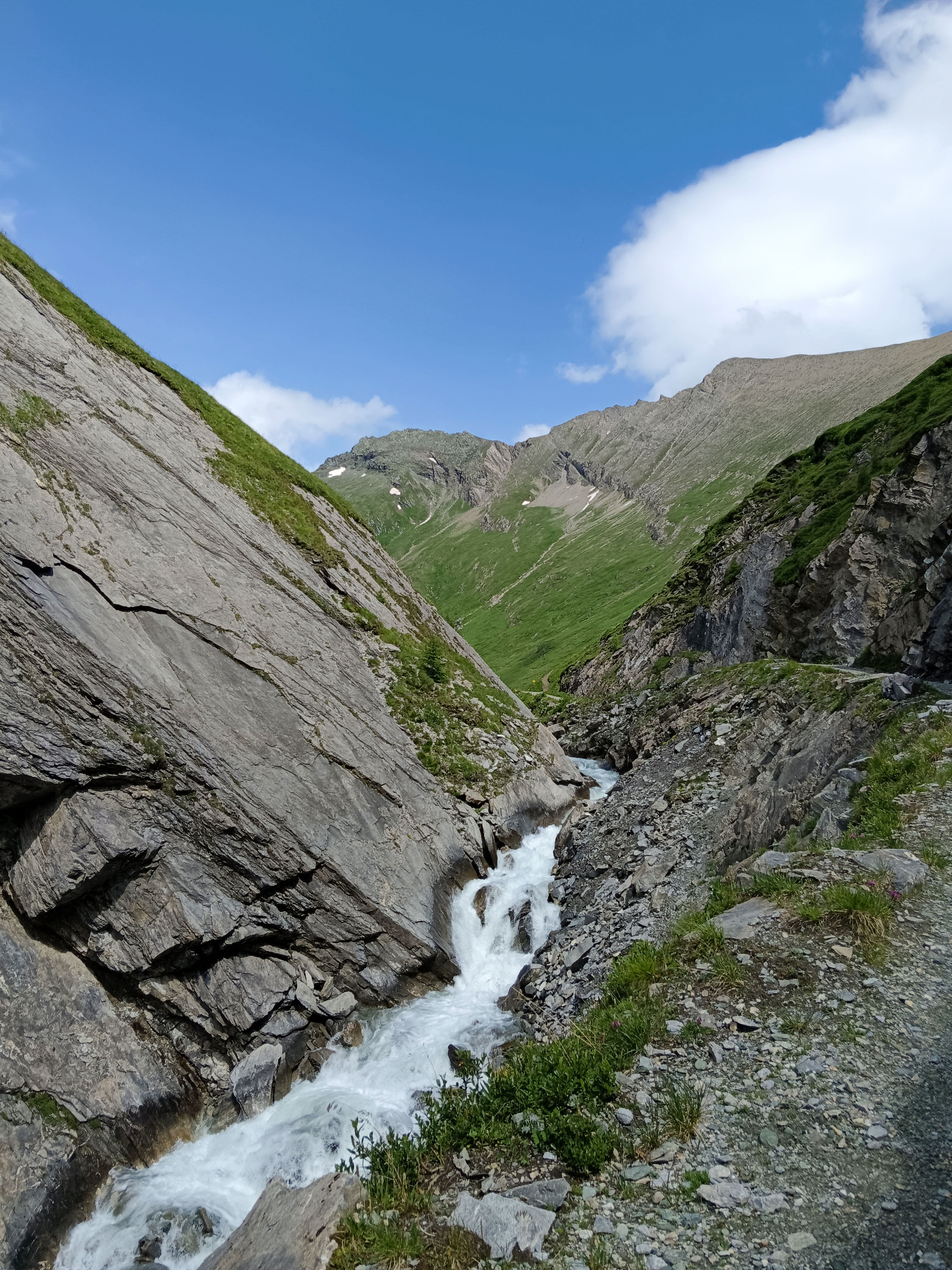
Die Schlucht des Teischnitzbaches unterhalb des Talbodens

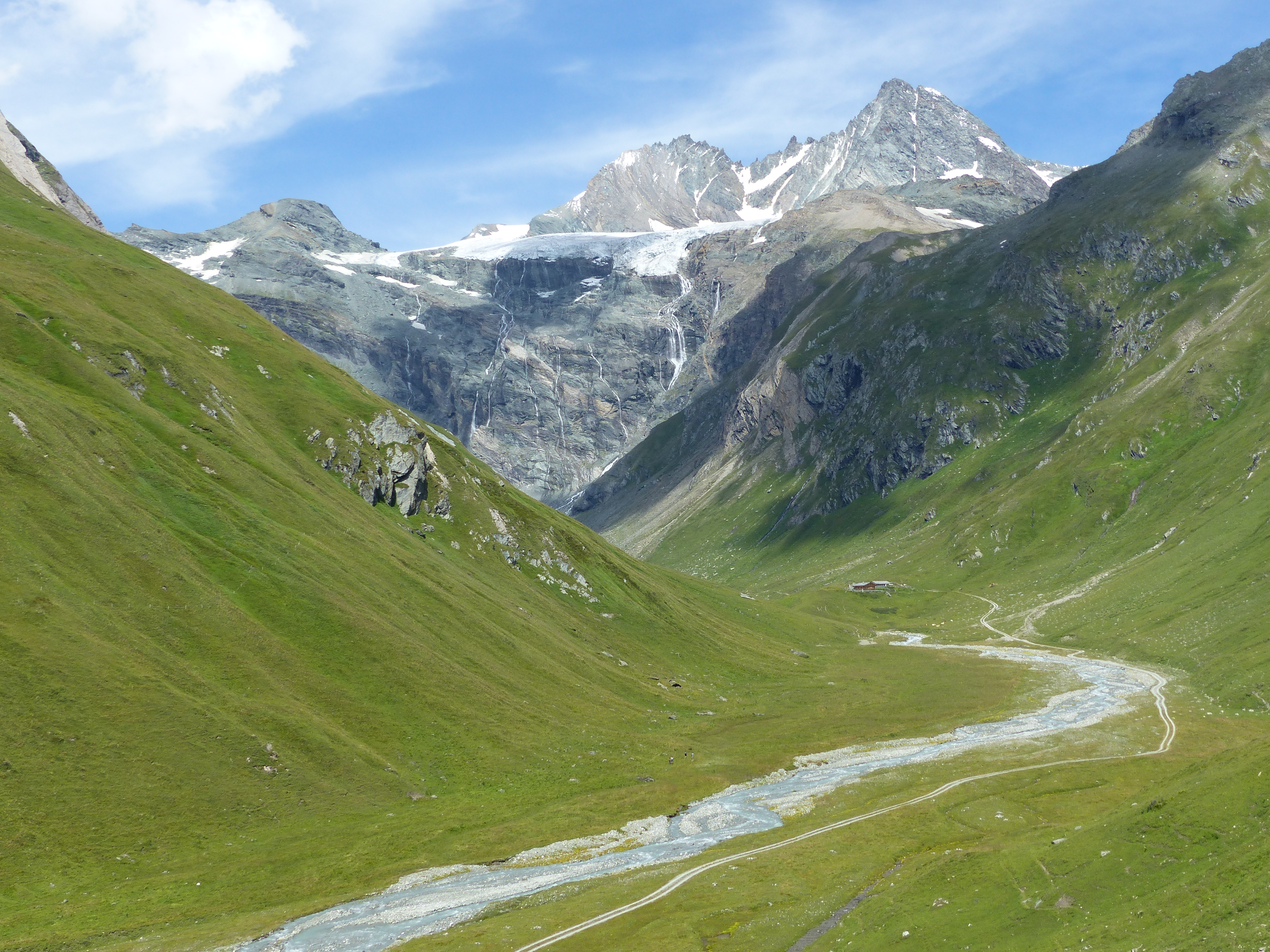
Teischnitztal mit Großglockner

Der Teischnitzbach entspringt im Hochtal des Teischnitztales zwischen Gamsspitze, Gramul, Luisenkopf und Schere. Nur wenig nördlich liegt der Großglockner. Hauptquelle des Teischnitzbaches ist das Schmelzwasser des Teischnitzkees, Reste des Grauen Kees sowie kleinere Quellbäche, die sich an den Ostabhängen von Salzkogel, Zollspitze und Kristallspitzl bilden. Der Teischnitzbach fließt in der Folge zunächst in südlicher Richtung durch das Hochtal bis zur Pifanghütte und vollzieht danach im Bereich der Teischnitzeben eine Kurve nach Westen. In der Folge stürzt der Teischnitzbach eine 500 Meter hohe, bewaldete Schlucht hinab und mündet bei Spöttling-Taurer in den Kalserbach.
Der Teischnitzbach weist ein durchschnittliches Gefälle von 17,5 % auf. Er fließt im Hochtal durch Geröllhalden, im Mittellauf bestimmen Weideflächen des Ufercharakter. Der Bach weist über zwei Drittel seines Verlaufs eine unveränderte Gewässermorphologie auf. Im Unterlauf bestehen auf Grund der Sicherung des benachbarten Fahrwegs Beeinträchtigungen, die jedoch den Charakter des Teischnitzbach als typischen Gletscherbach wenig beeinflussen. Der Lauf des Baches liegt zum Großteil im Nationalpark Hohe Tauern.

## Hydrologie
Das natürliche Einzugsgebiet des Teischnitzbachs beträgt 14,0 km², davon sind 2,0 km² (14 %) vergletschert (Stand 1998). Der höchste Punkt im Einzugsgebiet ist der Großglockner mit 3798 m ü. A.
Der mittlere Abfluss am Pegel Spöttling-Taurer, kurz vor der Einmündung in den Kalserbach, beträgt 0,52 m³/s, was einer Abflussspende von 37,4 l/(s·km²) entspricht. Bedingt durch die Höhenlage des Einzugsgebiets und die darin liegenden Gletscher weist der Teischnitzbach ein sehr stark ausgeprägtes nivo-glaziales Abflussregime auf, das durch hohe Abflüsse im Sommer und niedrige im Winter geprägt ist. Das mittlere Monatsmittel des Abflusses ist im wasserreichsten Monat Juli mit 1,47 m³/s rund 18 Mal höher als in den wasserärmsten Monaten Februar und März mit je 0,08 m³/s.